# Lego Creator: Harry Potter och hemligheternas kammare
LEGO Creator: Harry Potter och Hemligheternas kammare är ett datorspel som är baserat på Legot som är baserat på den andra filmen om Harry Potter som är baserad på den andra boken om samme unga trollkarl.
Spelet är tillverkat av Qube Software och är ämnat att köras på Windows.
Målgruppen är personer i åldersgruppen 8-10 år. I spelet styr spelaren en figur eller ett djur runt i världen för att samla chokladgrodor och anta utmaningar. Spelaren kan även bygga med Legobitar och placera sina skapelser i världen.